# Minderheidsregering
Een minderheidsregering of minderheidskabinet is een regering gevormd door één partij of coalitie die geen vaste meerderheid in het parlement heeft. Daardoor is zij afhankelijk van de steun van andere partijen om beleid en wetsvoorstellen aangenomen te krijgen. Essentieel hierbij is de gedoogsteun van één of meer partijen die niet meeregeren, maar het kabinet wel structureel ondersteunen bij cruciale stemmingen. 
Dankzij deze parlementaire basis kan een minderheidskabinet per voorstel steun zoeken bij verschillende (oppositie)partijen, waardoor het minderheidskabinet flexibel in kan spelen op de steun die beschikbaar is per onderwerp. In Nederland moet volgens de Grondwet ten minste de helft plus één van het totaal aantal parlementsleden in zowel de Tweede Kamer als de Eerste Kamer het eens zijn met een wetsvoorstel of begrotingshoofdstuk, om het uit te kunnen voeren. Dit betekent dat een minderheidsregering in een tweekamerstelsel, naast steun van haar gedoogpartner(s), een nog bredere steun nodig heeft.

## Onderverdeling
Er zijn in landen doorgaans twee hoofdtypen minderheidskabinetten te vinden. Afhankelijk van de politieke cultuur is er sprake van positief of negatief parlementarisme.
Negatief parlementarisme

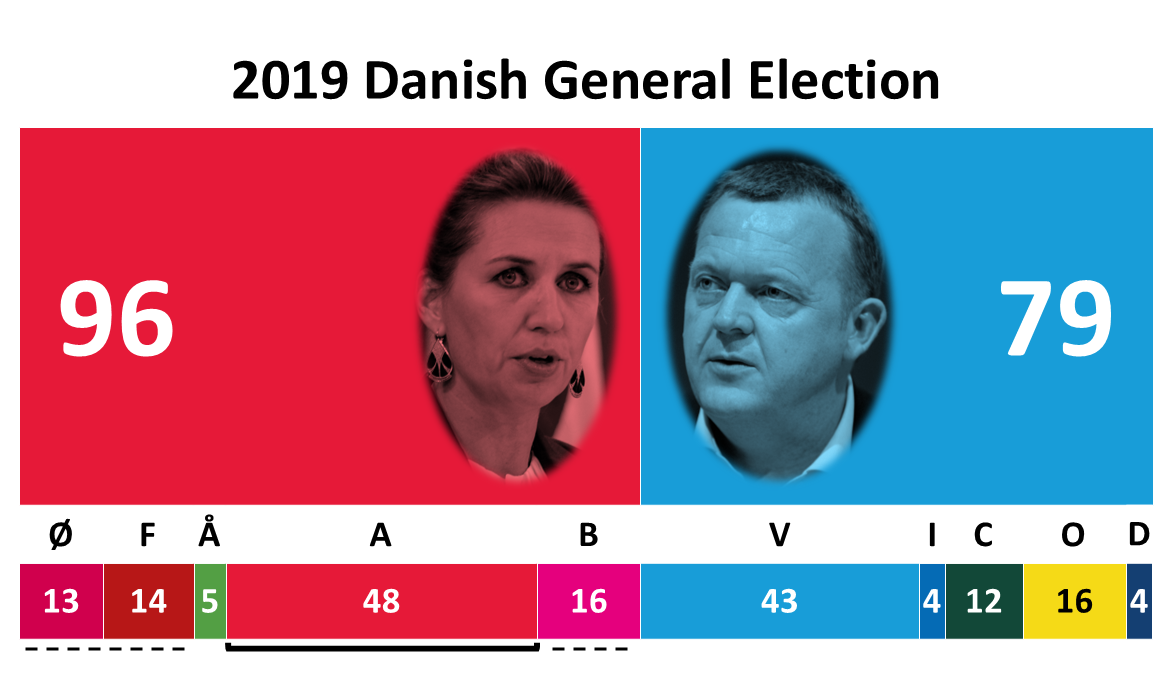
Het kabinet-Frederiksen I was tussen 2019 en 2022 een minderheidskabinet van de Socialdemokraterne met gedoogsteun van drie andere partijen van het rode blok.

In dit model, dat doorgaans voorkomt in landen met blokpolitiek, is gedoogsteun noodzakelijk om verkiezingen te kunnen winnen. Het rode of blauwe blok wint als geheel een verkiezing, maar de winnende partijen nemen doorgaans niet allemaal deel aan het kabinet. Zij leveren echter wel gedoogsteun wat ook wel parlementaire basis genoemd wordt. De rol van deze partijen is dat zij voorkomen dat de regering een meerderheid tegen zich krijgt. De betreffende minderheidsregering kan per voorstel werken met wisselende meerderheden, zolang haar parlementaire basis geen formeel wantrouwen uitspreekt middels een motie van wantrouwen. Kortom, zolang er geen meerderheid bestaat om het kabinet weg te stemmen, kan het doorregeren. Dit model is in de praktijk vrij stabiel, omdat het minderheidskabinet in eerste terug kan vallen op de blokmeerderheid van eigen kleur. Zo heeft Noorwegen vervroegde verkiezingen afgeschaft. Landen met blokpolitiek kennen ook vaak een eenkamerstelsel, waardoor een meerderheid in één kamer volstaat.
Positief parlementarisme

Het kabinet-Rutte I (2010-2012) was een minderheidskabinet dat bestond dankzij gedoogsteun van de PVV.

Bij dit type minderheidskabinet, dat vaak voorkomt in landen met centrumpolitiek, moet een minderheidsregering na de verkiezingen nog actief op zoek naar gedoogsteun. In tegenstelling tot blokpolitiek, waarin de parlementaire basis al min of meer vastligt, geeft dit model flexibiliteit; het is echter ook instabieler. Nadat gedoogsteun gevonden is, kan de regering steun zoeken bij wisselende partijen of individuele parlementariërs voor elk wetsvoorstel. Deze samenwerking is vaak niet formeel vastgelegd en kan per voorstel of beleidsthema verschillen. Het betreffende kabinet moet daarom overtuigende voorstellen doen om een meerderheid aan zich te binden en politieke instabiliteit te vermijden. Dit model biedt de regering enige beleidsvrijheid, maar vraagt ook constante flexibiliteit en politiek overleg met een breed scala aan partijen in het parlement. Een tweekamerstelsel kan het bovendien moeilijker maken om meerderheden te vinden.

## Gedoogsteun
Het is mogelijk dat de minderheidsregering met een of meer partijen in het parlement vooraf afspraken maakt over steun bij stemmingen op een aantal beleidsterreinen en zo een meerderheid in het parlement bereikt, in Nederland en België heet dat gedoogsteun. Dit betekent dat bepaalde wetsontwerpen of begrotingshoofdstukken die in de Kamer worden ingediend door de minderheidsregering, gesteund zullen worden door fractieleden van de gedoogpartner. Het principe is dat de regering toezegt bepaalde programmapunten van de gedoogpartner uit te voeren en de gedoogpartner op zijn beurt toezegt, bepaalde regeringsplannen te zullen ondersteunen. De partij die gedoogt maakt geen deel uit van de regering en levert dus geen ministers en staatssecretarissen maar heeft wel een gedoogakkoord gesloten met de regerende partijen. Samen vormen de regerings- en de gedoogpartijen de ‘coalitiepartijen’. Een partij die in geen van deze twee categorieën valt, is een ‘oppositiepartij’. Hoe gedoogpartijen zich in het parlement zullen opstellen is afhankelijk van de aard en inhoud van het gedoogakkoord.

## Negatief parlementarisme

### Scandinavië
In Zweden, Noorwegen en Denemarken waren, tussen 1970 en 2007, 39 van de in totaal 46 regeringen minderheidskabinetten. Dat leidde tot een belangrijkere rol van het parlement, omdat de regeringen gedwongen waren alle politieke partijen actief te betrekken bij de besluitvorming om meerderheden te vormen. Zo zijn gewoontes gegroeid om structureel meer overleg tussen regering en parlement plaats te laten vinden en in Denemarken bestaan bijvoorbeeld parlementaire commissies voor wetgeving die ondersteund door eigen ambtenaren initiatieven tot wetgeving uit het parlement ontwerpen en bespreken. Sinds 1953 is er sprake van een eenkamerstelsel zodat meerderheden makkelijker te bereiken zijn.
Het is vaak eenvoudiger bondgenoten te vinden in de oppositie wanneer er ideologische raakvlakken zijn. Van 2001-2009 waren er in Denemarken drie opeenvolgende minderheidskabinetten in dezelfde samenstelling: een regering bestaande uit conservatieven en liberalen, gesteund vanuit het parlement door de rechts-populistische Deense Volkspartij. De continuïteit en stabiliteit van deze kabinetten was dus relatief groot.
Anders dan in Nederland wordt gedacht, zijn Scandinavische minderheidskabinetten niet per definitie minder stabiel dan een meerderheidskabinet. Evenmin is het zo dat ze minder doortastend zouden kunnen optreden. Leden van minderheidskabinetten kunnen bij verschillende oppositiepartijen steun vragen voor beleidsplannen en zo soms bredere hervormingen op weg brengen dan een meerderheidskabinet. Zo heeft het conservatief-liberale kabinet van Anders Fogh Rasmussen met steun van de radicaal-rechtse Deense Volkspartij het Deense immigratie- en integratiebeleid grondig hervormd terwijl het in samenwerking met de sociaaldemocraten het voorgestane Europees beleid vormgegeven heeft.

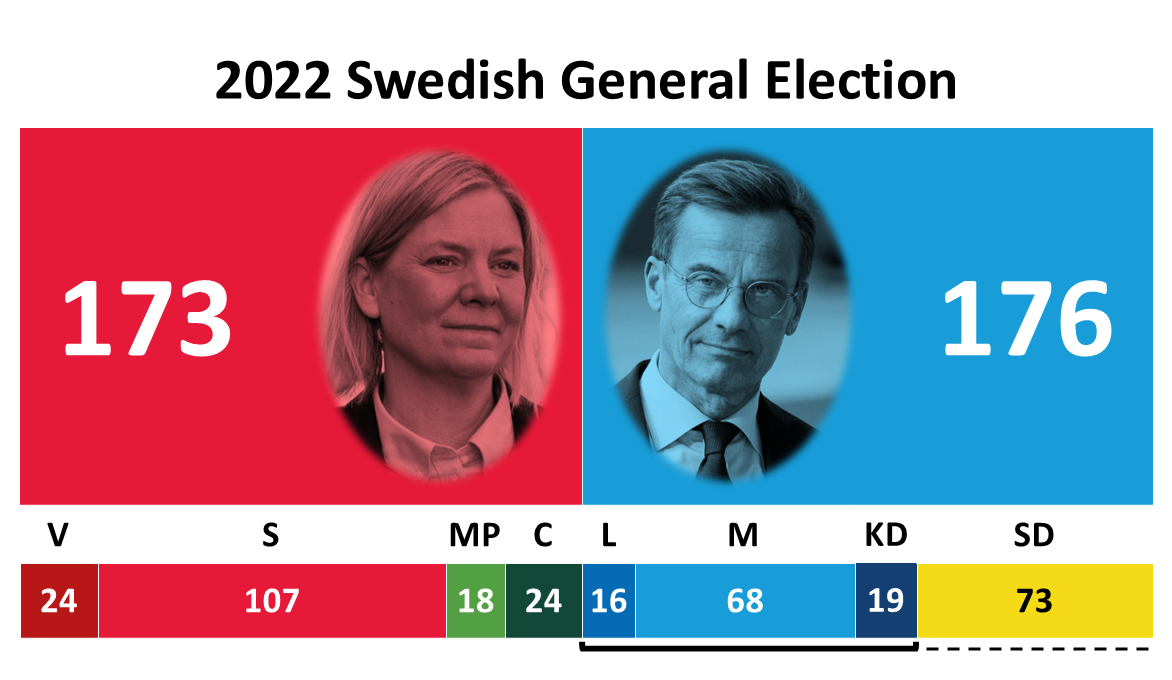
Onder aanvoering van Ulf Kristersson wist het blauwe blok in 2022, na 8 jaar oppositie, te winnen van het regerende rode blok nadat het cordon sanitaire om de Sverigedemokraterna werd omgezet in gedoogsteun. Dit leidde tot het kabinet-Kristersson.

Enkele Scandinavische landen die in de 21e eeuw minderheidskabinetten hadden:
- Denemarken,
  - kabinetten-Thorning-Schmidt I en II (2011-2015),
  - kabinetten-Lars Løkke Rasmussen I, II en III (2009-2011, 2015-2019),
  - kabinet-Frederiksen I (2019-2022),
  - kabinet-Anders Fogh Rasmussen I, II en III (2001-2005, 2005-2007, 2007-2009);
- Noorwegen,
  - kabinetten-Solberg (2013-2019, 2020-2021),
  - kabinet-Støre (2021-heden);
- Zweden,
  - kabinetten-Löfven I, II en III (2014-2021),
  - kabinet-Andersson (2021-2022),
  - kabinet-Kristersson (2022-heden).

### Nieuw-Zeeland
Ook in Nieuw-Zeeland is er sprake van blokpolitiek. Hierdoor is het gebruikelijk dat een minderheidsregering, naast haar parlementaire basis, op zoek moet gaan naar alternatieve meerderheden. Dit worden daar zogenaamde hybrid coalitions genoemd.

## Positief parlementarisme
Wereldwijd bestaat er een grote verscheidenheid in de manieren waarop de relatie tussen minderheidsregeringen en gedoog- en oppositiepartijen wordt vormgegeven. Grofweg een derde van alle West-Europese kabinetten hebben geen parlementaire meerderheid en regeren dankzij de steun van oppositie- en gedoogpartijen. Hiervan was door blokpolitiek een groot deel afkomstig uit Scandinavië, maar ook andere Europese landen hadden in de 21e eeuw minderheidskabinetten:
- Bulgarije, kabinet-Oresjarski (2013-2014);
- Spanje, regering-Sánchez I (2018-2019);
- Frankrijk,
  - regering-Borne (2022-2024),
  - regering-Attal (2024),
  - regering-Barnier (2024),
  - regering-Bayrou (2024-).

### België
- Regering-Van de Vyvere (13 mei 1925 - 17 juni 1925)
- Regering-Spaak II (13 maart 1946 - 31 maart 1946)
- Regering-G. Eyskens II (26 juni 1958 - 6 november 1958)[6]
- Regering-Tindemans I (25 april 1974 - 11 juni 1974)[6]
- Regering-Michel II (9 december 2018 - 27 oktober 2019)[6]
- Regering-Wilmès I (27 oktober 2019 - 17 maart 2020)
- Regering-Wilmès II (17 maart 2020 - 1 oktober 2020)

### Nederland
In Nederland komen minderheidskabinetten in vergelijking met andere landen sinds 1922 niet vaak voor. Wel kwamen er naast minderheidskabinetten ook diverse rompkabinetten voor in de Nederlandse parlementaire geschiedenis. Dit is geen minderheidskabinet dat is gevormd na de verkiezingen, maar ontstaat na terugtrekking van één of meerdere partijen uit het kabinet waardoor het zijn meerderheid in de Tweede Kamer verliest.

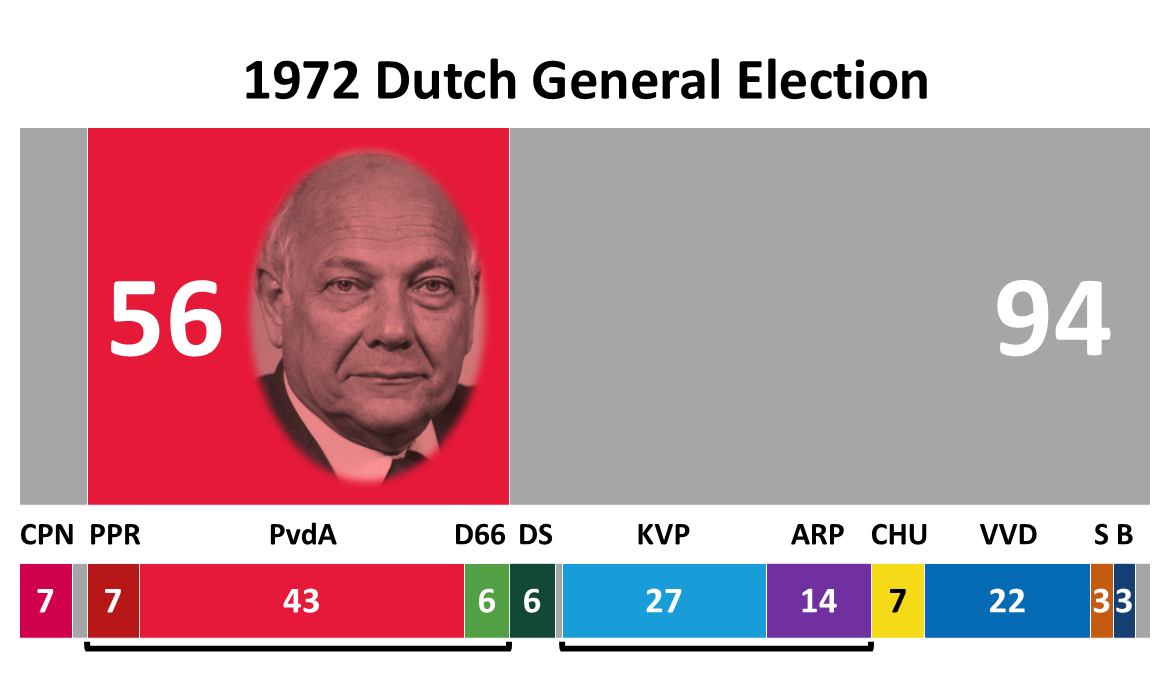
Het kabinet-Den Uyl was noch een minderheidskabinet noch een meerderheidskabinet te noemen aangezien de KVP en ARP zowel meeregeerden als gedoogden.

#### Den Uyl
In 1973 gedoogden de Katholieke Volkspartij en de Antirevolutionaire Partij de vorming van het kabinet-Den Uyl. Dit werd een extraparlementair kabinet genoemd. Hoewel er wel christelijke bewindslieden aan deelnamen werd het door de fracties in de Tweede Kamer van eerder genoemde partijen slechts gedoogd.

#### Balkenende
Tijdens de formatie in 2002 gaf Gerrit Zalm aan dat de VVD een eventueel minderheidskabinet bestaande uit het CDA en de LPF zou willen 'gedogen'. Uiteindelijk besloot de VVD toch mee te werken aan de vorming van een meerderheidskabinet met voornoemde partijen, vooral vanwege de financiële expertise van Zalm, en werd het kabinet-Balkenende I gevormd.
Het kabinet-Balkenende III was een minderheidskabinet met een beperkte opgave: het doorvoeren van de begroting voor 2007 en het uitschrijven van nieuwe verkiezingen in november. Voor het uitvoeren van de resterende plannen was dit kabinet afhankelijk van steun van wisselende meerderheden in de Tweede Kamer. Partijen die steun leverden waren onder andere de LPF, de ChristenUnie, de SGP en, in mindere mate, D66.

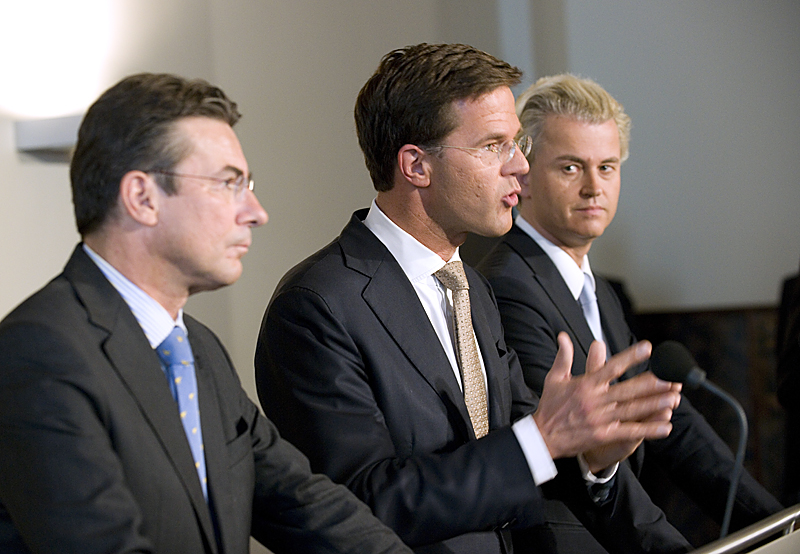
Bij het kabinet-Rutte I sloten de VVD en het CDA gezamenlijk een regeerakkoord. Daarnaast werd er met de PVV een afzonderlijk gedoogakkoord gesloten dat slechts 2 jaar standhield.

#### Rutte
Tussen 14 oktober 2010 en 5 november 2012 had Nederland een minderheidskabinet. Het kabinet-Rutte I bestond uit de VVD en het CDA. en was samengesteld uit bewindslieden van VVD en CDA, op basis van een regeerakkoord met de Tweede Kamerfracties van deze partijen. De Partij voor de Vrijheid van Geert Wilders was gedoogpartner op basis van een gedoogakkoord, een unicum in de Nederlandse parlementaire geschiedenis. Het wegvallen van de gedoogsteun, doordat Wilders vrij onverwacht wegliep van de onderhandelingstafel over bezuinigingen, zorgde jarenlang voor een categorisch uitsluiten van Wilders als coalitiepartner door de VVD.